# Abdal-Latif Mirza
Abdal-Latif Mirza, död 1450, var en monark ur timuriderdynastin. Han var regerande sultan i Timuriderriket mellan 1449 och 1450.